# Frittatensuppe

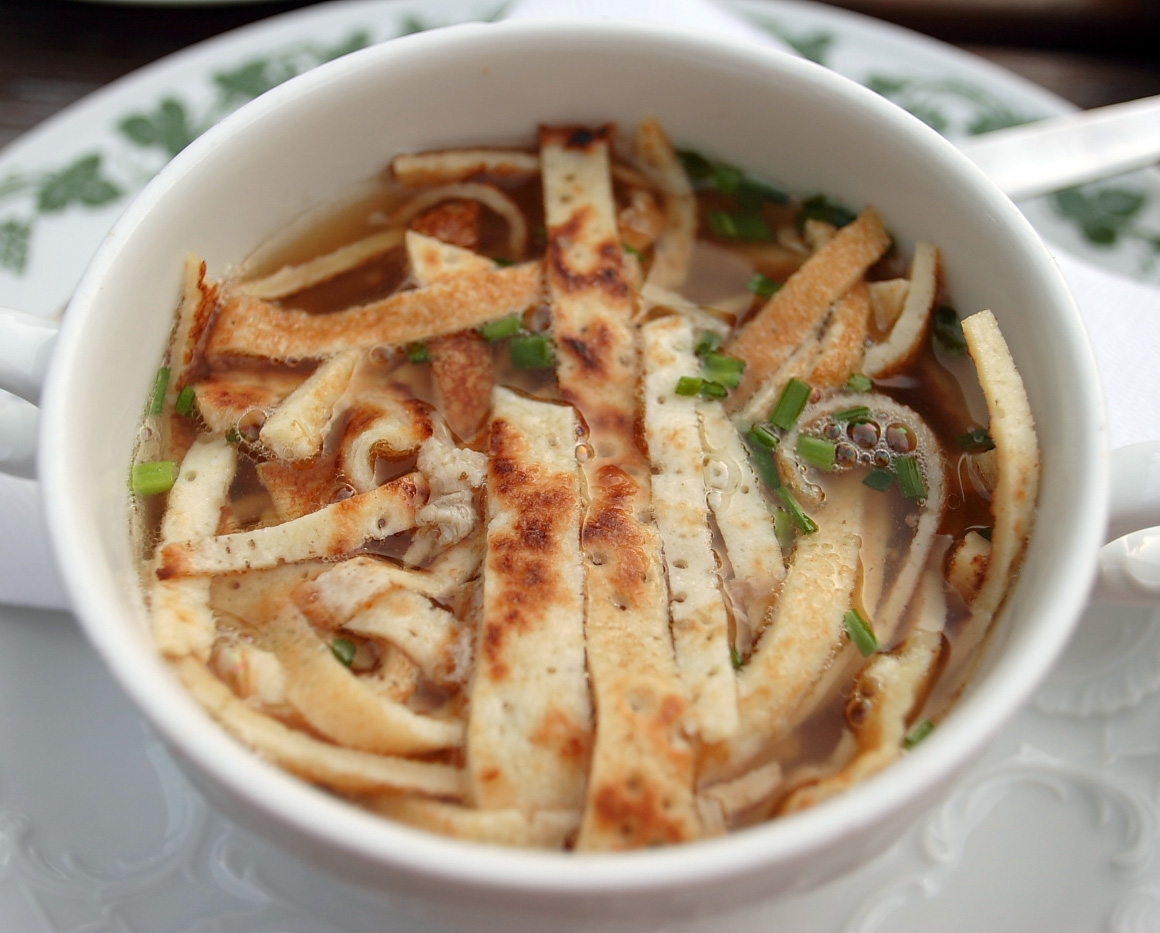
Frittatensuppe

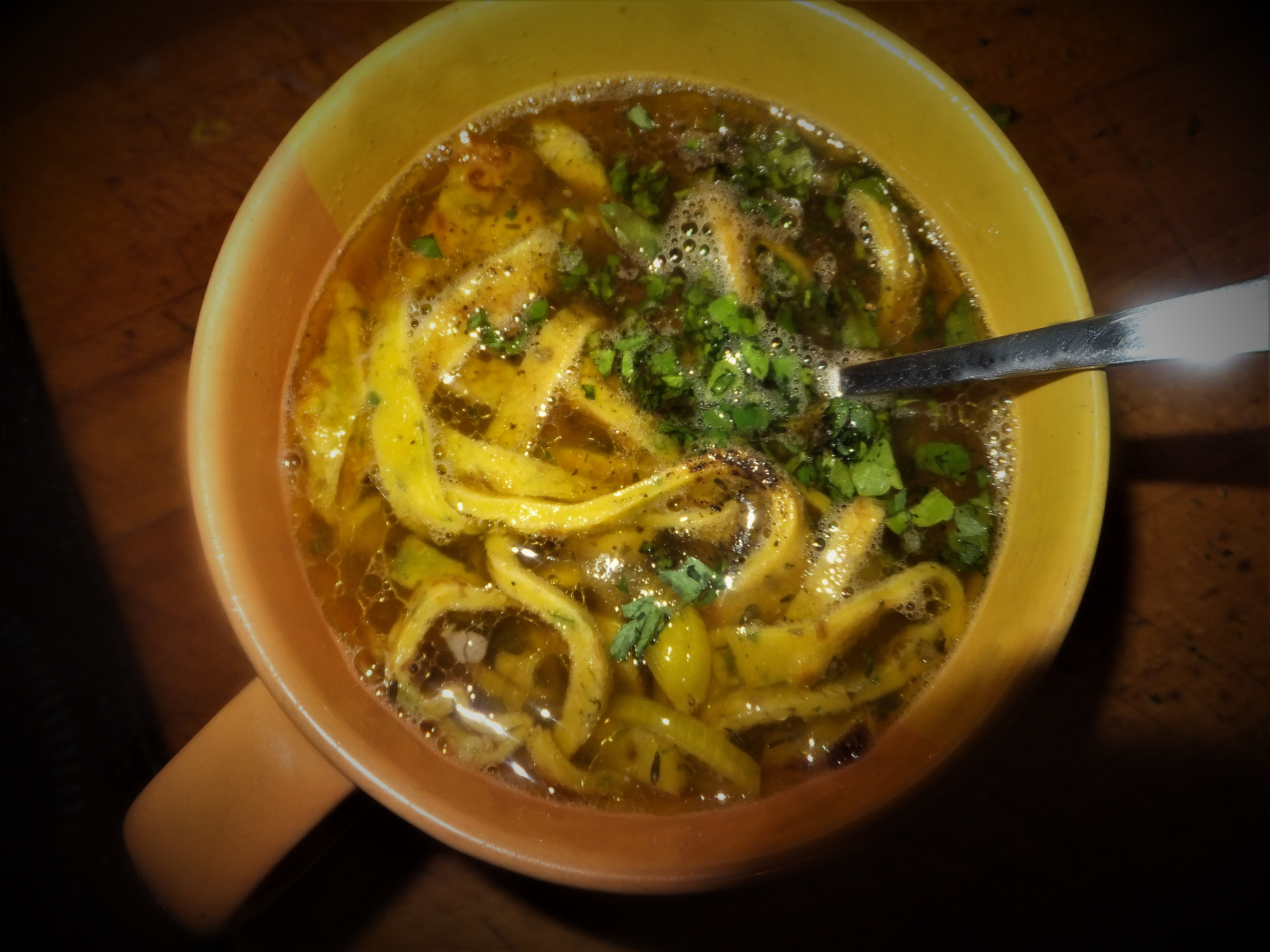
Kräutereierkuchensuppe

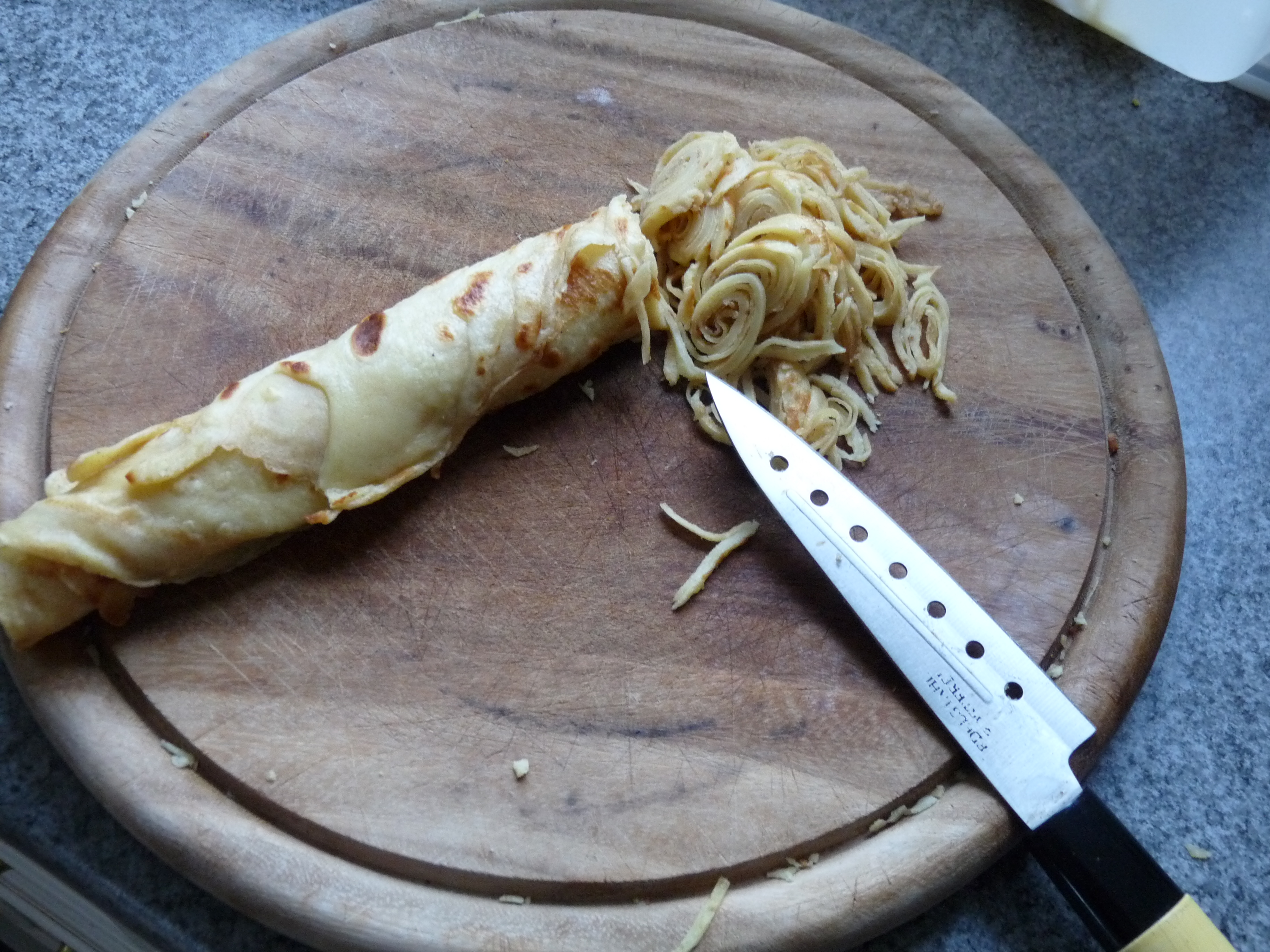
Herstellung der Einlage aus gerollten Eierkuchen

Frittatensuppe (auch Flädle-, Eierkuchen- oder Pfannkuchensuppe) ist ein Gericht aus einer Fleischbrühe von Rindfleisch mit Streifen von Pfannkuchen (österreichisch Palatschinken) als Einlage und wird meistens garniert mit Schnittlauch. Das Wort Frittaten leitet sich aus dem Italienischen von frittata von frittieren her.
Zur Vorbereitung werden aus einem leicht flüssigen Teig Pfannkuchen gebacken. Diese werden nach dem Auskühlen zusammengerollt und in Streifen geschnitten. Das Resultat wird dann Frittaten (österreichisch) oder Flädle (schwäbisch) genannt. Kurz vor dem Servieren gibt man sie in die Teller oder Tassen und füllt darauf die Brühe.

## Alternative Bezeichnungen
- Deutschland: In der schwäbischen und badischen Küche wird das Gericht als Flädle- oder Flädlessuppe, in anderen Teilen Deutschlands als Eierkuchensuppe, abgeleitet von der regionalen Bezeichnung für Eierkuchen, bezeichnet. In jüdischen Kochrezepten wird sie Fanzelsuppe genannt, wobei die Eierkuchen auch rautenförmig geschnitten sein können. In Bayern hingegen spricht man im Allgemeinen von einer Pfannkuchensuppe.
- Österreich: In der Wiener Küche und weiten Teilen Österreichs wird das Gericht als Frittatensuppe bezeichnet. Im alemannischen Vorarlberg wird daneben die Bezeichnung Flädlesuppe verwendet.
- Schweiz: Im alemannischsprachigen Landesteil wird das Gericht als Flädlisuppe bezeichnet.
- Italien: Ein ähnliches Gericht heißt dort Brodo con tagliolini di crespelle, wobei im Unterschied zu anderen Varianten Hühnerbrühe verwendet wird.
- Frankreich: In der französischen und der davon beeinflussten internationalen Küche anderer Länder wird das Gericht als Consommé Célestine bezeichnet. Häufig werden dabei dem Teig frischgehackte Kräuter zugegeben.
- Ungarn: Nach der Einlage heißt sie in Ungarn palacsintatészta-leves.